# 요시오카정 (미야기현)
요시오카정(吉岡町)은 1955년까지 미야기현 구로카와군의 중앙부에 있던 정이다. 현재의 다이와정에 해당한다.

## 역사
- 1889년 4월 1일 - 정촌제 시행에 수반해 요시오카정이 성립하였다.
- 1955년 4월 20일 - 미야토코 촌, 요시다 촌, 쓰루스 촌, 오치아이 촌과 합병해 다이와정이 되었다.

## 참고문헌
- 『宮城県町村合併誌』（宮城県地方課、1958）